# Gerbeaud-ház
A Gerbeaud-ház Budapesten, az V. kerületi Vörösmarty tér 7–9. szám alatt álló épület. Négyemeletes, több belsőudvaros, szecessziós-késő eklektikus épületpár, melyet az 1860-as években emeltek. Az építtető Eisele Antal szabómester és Lánczy Leó, a Pesti Magyar Kereskedelmi Bank vezetője volt, a tervező és építő pedig Gottgeb Antal építőmester és Pest város építőmestere, Hild József. A századforduló hangulatát őrző Gerbeaud-ház ma több egységre oszlik: a cukrászdán kívül étterem, sörház és több rendezvényterem alkotja. 2004 óta a házat a Gerbeaud Gasztronómia Kft. vezeti. Az épület oldalában működik a régió első, két Michelin-csillagos vendéglője az Onyx Étterem.

## Története
Mai helyén 1830-tól a Harmincadhivatal épülete állt. Más forrás szerint a Harmincadhivatal épülete 1783-ban épült, és azt 1859-ben bontották le. Az üres telket négy parcellára osztották, ezeket egyenként értékesítették, és a négy új tulajdonost 1860-ban jegyezték be. Először egyetlen egységes tömböt készültek építtetni, és 1860-ban ki is írták rá a tervpályázatot, de a tulajdonosok végül külön építkeztek.
A telkek Eisele Antal német származású szabómester, Kovács Sebestyén Endre sebészprofesszor, Lyka D. Anasztáz bőrkereskedő és Lánczy Leó, a Pesti Magyar Kereskedelmi Bank elnökének birtokába kerültek. A tulajdonosok külön-külön Gottgeb Antalt és Hild Józsefet kérték fel épületük tervezésére. A tervek szerint a Duna felőli oldalon a Pesti Magyar Kereskedelmi Bank székháza, a másik oldalon Eisele Antal számára bérház épült. A tulajdonosok és a két építész még az építés előtt megegyeztek abban, hogy az eredeti helyett Hild József tervei alapján, a mindkét épületet egybefoglaló homlokzattal, mintegy a tér egységes északi térfalaként kerül kivitelezésre. Az épületpáros 1862 körül készült el.
A mai ház névadója, Gerbeaud Emil svájci származású cukrász 1884-ben költözött Magyarországra, ahová Kugler Henrik csábította, mivel neki nem volt utóda. Budapesten betársult Kugler önálló cukrászdájába, aki 1870-ben helyezte át üzletét a Gizella téri épület földszintjére. Ő szerettette meg a pestiekkel a francia mignont, amelyet „kuglerként” emlegetett a vevőközönség. 1884 őszén aztán Gerbeaud Emil át is vette Kuglertől a cukrászdát és „Gerbeaud – Kugler utóda” néven jegyeztette be üzletét. 1892-ben megvásárolta az épületet az akkori két tulajdonostól Eisele Antaltól és a Magyar Kereskedelmi Banktól. 1912-ben Fellner Sándor tervei alapján a három emeletre még egy negyediket is építtetett. A cukrászdában készített konyakos meggy és macskanyelv Európa-hírűvé tette a Gerbeaud márkát. Miután harminchét évig üzemeltette cukrászdáját, 1919-ben a magyarországi Tanácsköztársaságot követően meghalt. A Gerbeaud Cukrászda (pestiesen: A Zserbó) nagyon sikeres lett Budapesten, amelynek legkedveltebb terméke a konyakos meggy lett, és a később nagyon híressé vált Zserbó-szelet, ami azonban Gerbeaud Emil cukrászdája idején még nem létezett, hanem az 1948–1984 között a helyén működött Vörösmarty Cukrászda terméke volt. (1948-ban államosították, és csak 1984-ben kapta vissza a Gerbeaud nevet.) A Vörösmarty is ápolta a hagyományokat, ahol cukrászmesterek generációról generációra adták át a szakmai tudást, így a „Zserbó” megtartotta a világhírnevét.
1995-ben a HungarHotels (Hungária Szálloda és Étterem Vállalat) kezelésében lévő cukrászdát, a teljes ingatlant és a védjegyet is Erwin Müller német üzletember vásárolta meg, aki 1997-ben egy éven át tartó rekonstrukció során a legújabb technikai igényeknek megfelelően modernizálta, és az egész épületet felújíttatta. Napjainkban a Gerbeaud Cukrászda és Irodaház a Gerbaud-cukrászdának és kávéháznak, valamint három emeleten exkluzív irodaterületnek ad helyet, amely az Immo-Müller Kft. tulajdonában van. A belső udvarban kialakított, üvegtetővel fedett átrium rendezvényteremként működik.

## Galéria
- A Milleniumi Földalatti Vasút építése a Gerbaud-ház előtt 1896-ban
- A Gerbeaud-ház 1900 körül
- A budapesti Gizella tér a mai Vörösmarty tér 1902-ben a Váci utca felől nézve, szemben az akkor még csak háromemeletes Gerbaud-ház
- A Gerbeaud Café bejárata, 2012. november
- A Gerbaud-ház éjszakai megvilágításban, 2007. október
- Gerbeaud-ház, 2020
- Valaha az épületben működő Vörösmarty Cukrászda híressé vált süteménye a zserbó szelet
- A mai Cafe Gerbeaud ábrás védjegye
- Eladótér a kávéházban
- Café Gerbeaud belső tér
- A Cafe Gerbeaud belső tere 2009-ben